# 차오니마

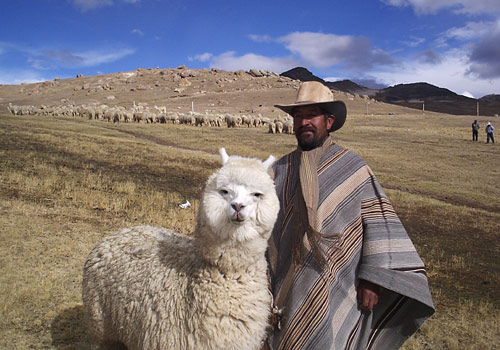
볼리비아 알파카의 발음 또한 '차오니마'(草泥馬)이다.

차오니마(草泥馬, Grass Mud Horse)는 중국어 욕설 차오니마(肏你妈, cào nīmā)의 말장난을 기반으로 한 중국 인터넷 밈이자 패러디이다.
동음이의어 말장난은 사람들을 즐겁게 하기 위한 어리석은 유머로 중국어에서 흔히 사용되며, 중국 문화에서 농담과 스탠드업 코미디의 중요한 요소가 되었다. 차오니마는 2009년 초 바이두백과의 날조 문서에서 만들어진 '바이두 10대 신화 창조물' 중 하나로, 이름은 모두 음란한 말장난에서 따왔다. 이는 중국에서 인터넷 채팅 포럼의 컬트 현상이 되었고, (알파카와 유사하다고 알려진) 동물의 동영상, 만화, 상품이 등장하면서 전 세계 언론의 주목을 받았다. 2022년 중국 코로나19 시위에서 상하이시 주민들은 '차오니마'(볼리비아 알파카)를 이끌고 거리에서 시위를 벌였다.